# Metro – Im Netz des Todes
Metro – Im Netz des Todes (Originaltitel Metro/Метро) ist ein russischer Katastrophenfilm aus dem Jahr 2013. Handlungsort ist die Metro Moskau.

## Handlung
Der Bedienstete der Moskauer U-Bahn Sergeich entdeckt in der 1935 erbauten Tunnelstation Park Kultury unter der Moskwa ein Leck. Er informiert sofort den stellvertretenden Stationsleiter, der die Meldung allerdings nicht ernst nimmt und den alten Mann verspottet. Währenddessen durchlebt Irina einen Konflikt, da sie sich nicht zwischen ihrem Geliebten, dem Geschäftsmann Vlad Konstantinov, und ihrem Ehemann, dem Chirurgen Andrei Garin, entscheiden kann. Nach einer Auslandsreise verbringt sie die Nacht bei Vlad, wobei dieser versucht sie dazu zu überreden, sich von Andrei scheiden zu lassen. Dieser ist gerade dabei, die gemeinsame Tochter Ksyusha zur Schule zu bringen.
Ausnahmsweise nehmen sie an diesem Tag die Bahn. Im selben Zug sitzt auch Vlad. Nun passiert das Unvermeidbare: im Tunnel durchbrechen die Wassermassen die Decke. Der Fahrer des Zuges aktiviert die Notbremse in deren Folge der Zug entgleist. Einige der Passagiere werden aufgrund herabfallender Trümmer getötet. Vlad hilft Andrei dabei, seine Tochter in den Trümmern zu finden. Aufgrund des steigenden Wasserpegels kommt es im Tunnelsystem zum Kurzschluss. Den daraus resultierenden Stromschlag können die drei überleben und eilen kurz danach zu einem Wartungsschacht.
Sie stoßen auf einen Bunker, in dessen Nähe der Wartungsschacht in einem Kanalgitter endet. Sie können weder das Gitter erreichen, noch haben sie Handyempfang. Währenddessen steigt der Wasserpegel rapide an. Diesen Zustand nutzen sie aus, um sich Richtung Gitter treiben zu lassen. Dank des steigenden Wasserstandes erreichen sie nun das Gitter und können Irina kontaktieren und ihr sagen, dass sie im Bunker Zuflucht suchen. Irina versucht hysterisch, das Rettungsteam darüber zu informieren, dass sich Menschen im Bunker befinden. Zu diesem Zeitpunkt reißt der Druck des Wassers den Zugkopf ab, der den Tunnel versperrt hat, und der Wasserstand im Schacht fällt stark ab, wodurch die Gruppe zurück in den Tunnel gezogen wird. Die Retter steigen in den Bunker hinab, gehen aber davon aus, dass alle Insassen ertrunken sind.
Die Protagonisten erreichen die Geisterstation Borodino und klettern auf die Plattform, um sich auszuruhen. Andrei deutet gegenüber Vlad an, dass er weiß, dass er mit Irina eine Liebesbeziehung führt. Nun bricht im Tunnel, in dem der Zug feststeckt, der Deckenbogen zusammen und Wasser füllt den kompletten Tunnel. Den Einsatzkräften gelingt es, das Wasser abzuleiten. Die Protagonisten erreichen wieder den Bunker und erreichen durch eine Öffnung die Straßen.

## Kritik
„Rasanter Katastrophenfilm, erzählt nach allen Regeln des Genres, voller Spannung und Sentiment. Der postsowjetische Unterhaltungsfilm überzeugt auch durch seine Spezialeffekte.“

„Charascho! Das machen die Amis nicht besser.“

Cinema schreibt außerdem, dass der Film neben längeren ereignisarmen Phasen auch beeindruckende, grimmige Actionszenen zu bieten habe.